# Szabolcs Péter
Szabolcs Péter (Diósgyőr, 1942. szeptember 22. –) Munkácsy Mihály-díjas magyar szobrász.
Szabolcs 1967-ben végzett a Magyar Képzőművészeti Főiskolán, ettől kezdve él Zalaegerszegen. Mesterei Szabó Iván és Somogyi József voltak.
Alapvetően bronzszobrász, de az Egervári Művésztelepen, az 1970-es évek elején fával is dolgozott, majd fa-fém kompozíciókat is készített, néha pop-artos fölfogásban. Bronzplasztikáira jellemző az érzelmi töltést hordozó, érzékeny mintázásmód.

## Díjai, elismerései
- 1975: Nemzetközi Dante Biennálé, aranyérem
- 1975: Ravenna; Fiatal Képzőművészek Stúdiója Egyesület Jubileumi kiállítás, II. díj
- 1978: III. Dunántúli Tárlat, Somogy megyei Tanács díja
- 1978 Szocialista Kultúráért kitüntetés
- 1983: Zala megyei Tanács Alkotói Díja
- 1984: Munkácsy Mihály-díj
- 2006: Pro Urbe-díj Zalaegerszeg.[2]
- 2017: Zalaegerszeg díszpolgára[3]
- 2017: Zala megyei Prima díj[4]
- 2023: Magyar Arany Érdemkereszt

## Köztéri művei

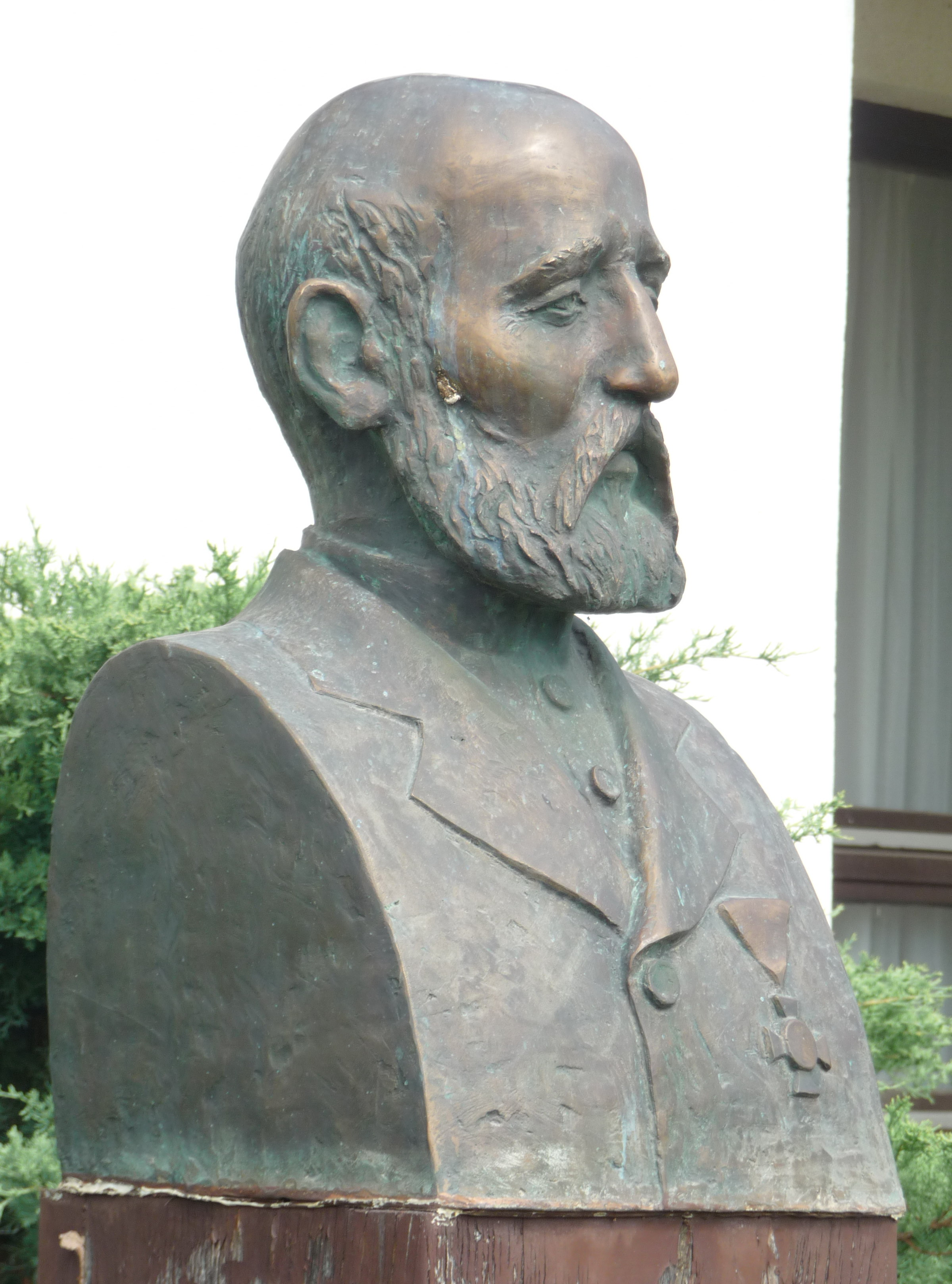
Gózon Imre (bronz, 1996, Szentgyörgyvölgy, Általános Iskola)

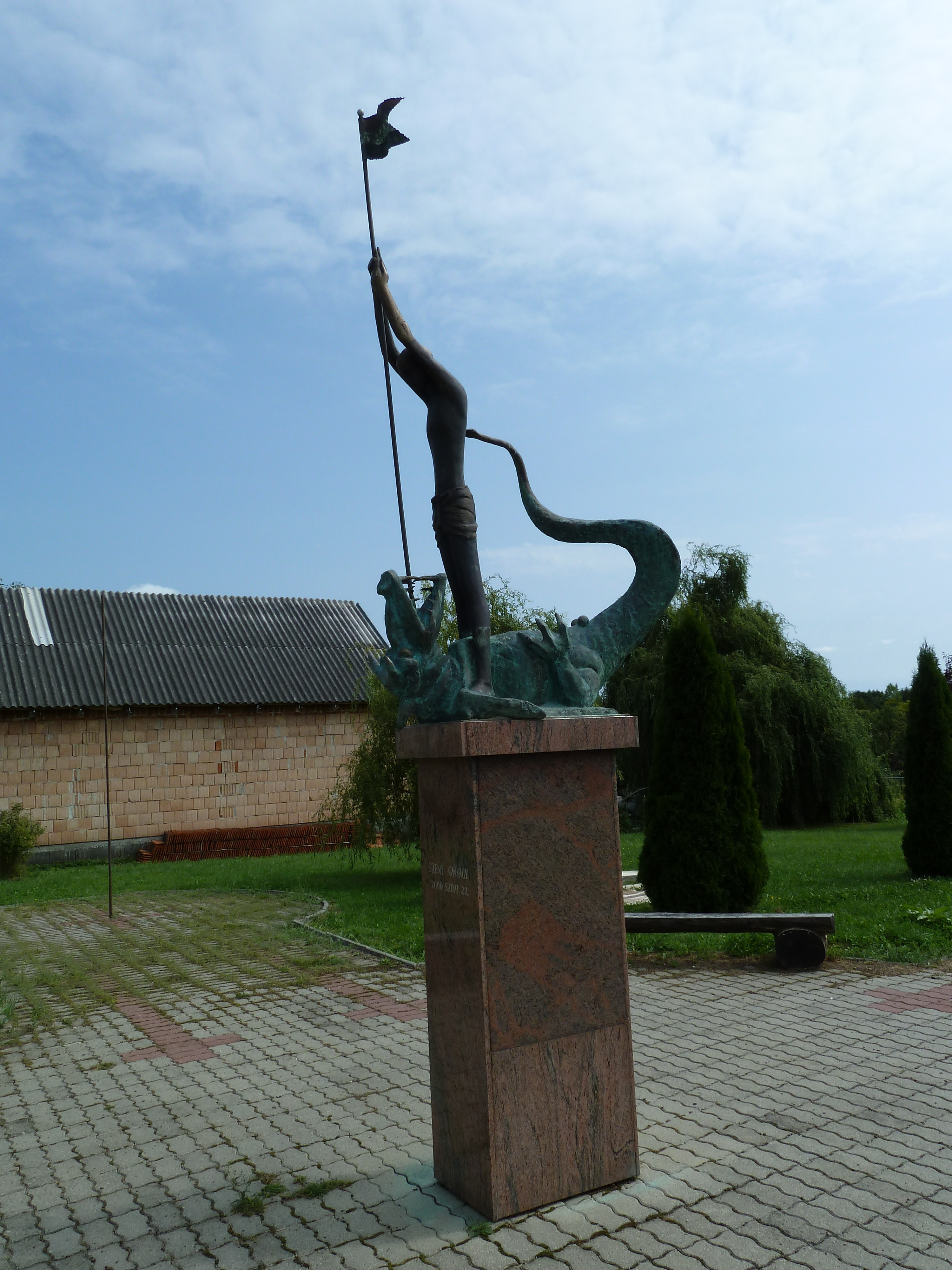
Sárkányölő szent György (bronz, 2000, Szentgyörgyvölgy)

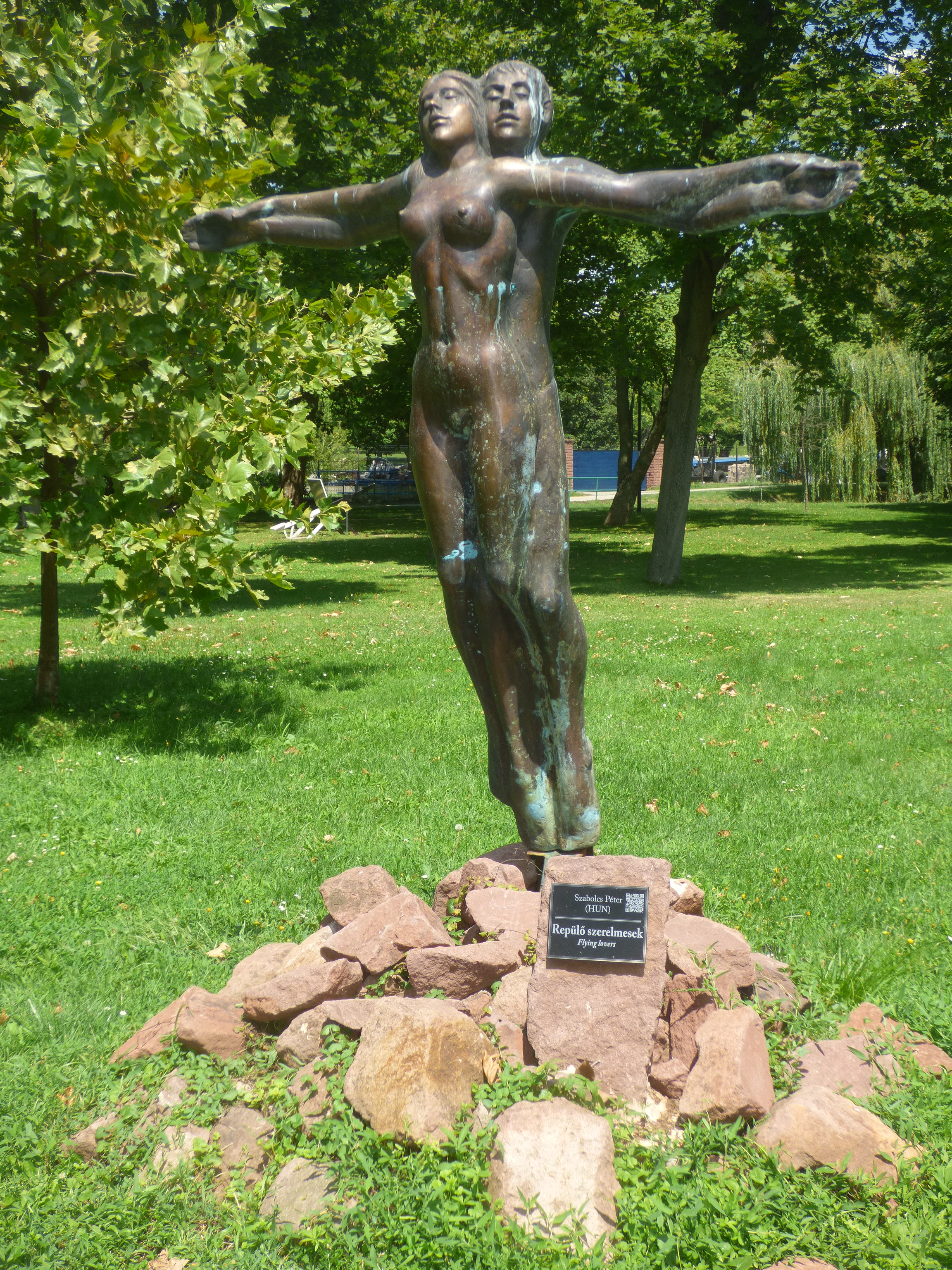
Repülő szerelmesek című szobra a balatonalmádi szoborparkban

- Lenin (rézdomborítás, 1972, Zalaegerszeg, Zala megyei Tanács)
- Felszabadulási emlékmű (bronz, 1972, Letenye)
- Zrínyi Miklós (vörösmárvány, 1972, Zalaegerszeg, Zrínyi Miklós Gimnázium)
- Zsigmondy Vilmos (vörösréz dombormű, 1973, Nagykanizsa)
- Csány László (fa, 1973, Zalaegerszeg)
- Pálóczi Horváth Ádám (vörösréz dombormű, 1973, Zalaegerszeg, Zeneiskola)
- Fekete István (mészkő portré, 1974, Ádánd)
- Zemplén Győző (mészkő portré, 1974, Nagykanizsa)
- Zászlóvivők (műkő, 1974, Zalaegerszeg)
- díszítő plasztika (bronz, réz, 1976, Győr, gyógyszertár)
- Demokrácia (fém térrács, 1977, Zalaegerszeg, Megyeháza)
- Anya gyermekkel (mészkő, 1979, Lenti)
- Jövőnk (mészkő, 1983, Zalaszentgrót)
- Játszó gyermekek (bronz, 1983, Kaposvár)
- Kis futballista (bronz, 1984, Csesztreg)
- Tulipán (bronz, réz, vas, 1985, Zalaegerszeg, Dísz tér)
- Tiszta forrásból (bronz, 1985, Kecskemét)
- Petőfi Sándor (bronz, 1987, Herszon [Szovjetunió])
- Jegesember (fém cégtábla, 1988, Sopron)
- díszkút (krómacél, 1988, Zalaegerszeg, Olajipari Múzeum)
- dr. Belák Sándor (bronzportré, 1989, Keszthely)
- Szent Flórián (1991, Búcsúszentlászló)
- Második világháborús emlékmű (bronz, 1992, Gellénháza)
- Szent Flórián (bronz, 1994, Bak)
- Élet-Út (1995, Budapest, Kempinski Hotel)
- gróf Andrássy Mária (1996, Balatonmáriafürdő, Mária Hotel)
- Gózon Imre (bronz, 1996, Szentgyörgyvölgy, Általános Iskola)
- Szent György (1997, Tatabánya)
- Hírhozó angyal (1997, Budapest, Antenna Hungária)
- Szent László (1998, Zalavár, Kápolna)
- Keresztury Dezső (1998, Balatonfüred)
- Eötvös József (1998, Zalaegerszeg)
- Öregember (1999, Gyermely)
- dr. Georg von Liebig (1999, Bad Reichenhall [Németország])
- Szent István (bronz, 2000, Százhalombatta)
- Szent István (bronz, 2000, Keménfa)
- Lékai bíboros (2000, Zalalövő)
- Szent István és Gizella (München, Damenstift Kirche)
- Szent István (2000, Százhalombatta)
- Szent István (bronz portré, 2000, Kóka)
- Sárkányölő (bronz, 2000, Szentgyörgyvölgy)
- Királyi pár (2005, Zalaegerszeg)